# Freiheitliche demokratische Grundordnung
Die freiheitliche demokratische Grundordnung (oft auch freiheitlich-demokratische Grundordnung, informell abgekürzt als fdGO oder FDGO) ist ein Begriff des deutschen Grundgesetzes, der die unabänderliche Kernstruktur des Gemeinwesens beschreibt, unabhängig von seiner gegenwärtigen Ausprägung durch den Verfassungs- und den einfachen Gesetzgeber. Sie bezeichnet demnach die Kernsubstanz des geltenden Verfassungsrechts sowie die Grundprinzipien der politischen Ordnungs- und Wertvorstellungen, auf denen die liberale und rechtsstaatliche Demokratie in Deutschland beruht. Nach der jüngsten Rechtsprechung des Bundesverfassungsgerichtes (BVerfG) sind dies die Menschenwürde, das Demokratieprinzip und die Rechtsstaatlichkeit. Nicht dazu gehören jedoch das Prinzip der Republik, des Bundesstaates und des Sozialstaates aus Artikel 20 des Grundgesetzes, die aber der Ewigkeitsklausel unterliegen.
Der Begriff beruht im Wesentlichen auf einem Urteil des BVerfG zum Verbot der rechtsextremistischen Sozialistischen Reichspartei (SRP) von 1952. Die darin aufgestellte Definition des Gerichts wurde in der Staatsrechtswissenschaft weitgehend übernommen. Gruppen und Ideen, die sich gegen die freiheitlich-demokratische Grundordnung richten, werden häufig als verfassungsfeindlich bezeichnet.

## Begriff
Der Begriff wird verwendet in Art. 10 Abs. 2 S. 2, Art. 11 Abs. 2, Art. 18 S. 1, Art. 21 Abs. 2 und Abs. 3 S. 1, Art. 73 Abs. 1 Nr. 10 Buchstabe b, Art. 87a Abs. 4 S. 1 und Art. 91 Abs. 1 des Grundgesetzes.

### Konkretisierung im BVerfG-Urteil zum SRP-Verbot 1952
Er wurde vom Bundesverfassungsgericht im Jahr 1952 wie folgt präzisiert:

„Freiheitliche demokratische Grundordnung im Sinne des Art. 21 II GG ist eine Ordnung, die unter Ausschluss jeglicher Gewalt- und Willkürherrschaft eine rechtsstaatliche Herrschaftsordnung auf der Grundlage der Selbstbestimmung des Volkes nach dem Willen der jeweiligen Mehrheit und der Freiheit und Gleichheit darstellt. Zu den grundlegenden Prinzipien dieser Ordnung sind mindestens zu rechnen: die Achtung vor den im Grundgesetz konkretisierten Menschenrechten, vor allem vor dem Recht der Persönlichkeit auf Leben und freie Entfaltung, die Volkssouveränität, die Gewaltenteilung, die Verantwortlichkeit der Regierung, die Gesetzmäßigkeit der Verwaltung, die Unabhängigkeit der Gerichte, das Mehrparteienprinzip und die Chancengleichheit für alle politischen Parteien mit dem Recht auf verfassungsmäßige Bildung und Ausübung einer Opposition.“

### Einschränkung durch das NPD-Urteil 2017
Im Urteil zum NPD-Verbot 2017 hat das BVerfG (jedenfalls für Parteiverbotsverfahren) den Begriff der FDGO enger gefasst. Als drei Grundprinzipien hat das Gericht die Würde des Menschen, das Demokratieprinzip und das Rechtsstaatsprinzip festgestellt.

„Der Begriff der freiheitlichen demokratischen Grundordnung im Sinne von Art. 21 Abs. 2 GG umfasst nur jene zentralen Grundprinzipien, die für den freiheitlichen Verfassungsstaat schlechthin unentbehrlich sind.
   a) Ihren Ausgangspunkt findet die freiheitliche demokratische Grundordnung in der Würde des Menschen (Art. 1 Abs. 1 GG). Die Garantie der Menschenwürde umfasst insbesondere die Wahrung personaler Individualität, Identität und Integrität sowie die elementare Rechtsgleichheit.
   b) Ferner ist das Demokratieprinzip konstitutiver Bestandteil der freiheitlichen demokratischen Grundordnung. Unverzichtbar für ein demokratisches System sind die Möglichkeit gleichberechtigter Teilnahme aller Bürgerinnen und Bürger am Prozess der politischen Willensbildung und die Rückbindung der Ausübung der Staatsgewalt an das Volk (Art. 20 Abs. 1 und 2 GG).
   c) Für den Begriff der freiheitlichen demokratischen Grundordnung sind schließlich die im Rechtsstaatsprinzip wurzelnde Rechtsbindung der öffentlichen Gewalt (Art. 20 Abs. 3 GG) und die Kontrolle dieser Bindung durch unabhängige Gerichte bestimmend. Zugleich erfordert die verfassungsrechtlich garantierte Freiheit des Einzelnen, dass die Anwendung physischer Gewalt den gebundenen und gerichtlicher Kontrolle unterliegenden staatlichen Organen vorbehalten ist.“

Der Regelungsgehalt der FDGO kann nicht durch Rückgriff auf Art. 79 Abs. 3 GG, den änderungsfesten Kern der Verfassung, bestimmt werden, sondern beschränkt sich auf die für den freiheitlich demokratischen Verfassungsstaat schlechthin unverzichtbaren Grundsätze. Art. 79 Abs. 3 GG geht über den für einen freiheitlichen demokratischen Verfassungsstaat unverzichtbaren Mindestgehalt hinaus. Auch konstitutionelle Monarchien oder Zentralstaaten können dem Leitbild einer freiheitlichen Demokratie entsprechen. Der Regelungsgehalt der FDGO ist vom änderungsfesten Kern der Verfassung eigenständig und unabhängig zu bestimmen. Freiheitliche demokratische Grundordnung und verfassungsmäßige Ordnung sind zu unterscheiden. Der Begriff der FDGO erfordert eine Konzentration auf wenige, zentrale Grundprinzipien, die für den freiheitlichen Verfassungsstaat schlechthin unentbehrlich sind. Das kritische Hinterfragen einzelner Elemente der Verfassung muss möglich sein, ohne dass dadurch ein Parteiverbot ausgelöst werden kann. Die Ablehnung des Parlamentarismus, wenn sie mit der Forderung nach dessen Ersetzung durch ein plebiszitäres System verbunden ist, begründet den Vorwurf der Missachtung der freiheitlichen demokratischen Grundordnung nicht. Das Gewaltmonopol des Staates ist ebenfalls Teil der FDGO.

### Die Legaldefinitionen im Sinne der Bundes- und Landesverfassungsschutzgesetze
Der Bundesgesetzgeber hat die Definition des Bundesverfassungsgerichts von 1952 als Legaldefinition in § 4 Absatz 2 BVerfSchG übernommen. Das Bundesverfassungsschutzgesetz wurde im Jahr 1990 verabschiedet. Zu diesem Zeitpunkt konnte vom Gesetzgeber nicht nur die einschlägige Rechtsprechung des Bundesverfassungsgerichts berücksichtigt werden, sondern auch die umfangreichen Beiträge der einschlägigen juristischen Literatur:
Zur freiheitlichen demokratischen Grundordnung zählen im Einzelnen:
1. das Recht des Volkes, die Staatsgewalt in Wahlen und Abstimmungen und durch besondere Organe der Gesetzgebung, der vollziehenden Gewalt und der Rechtsprechung auszuüben und die Volksvertretung in allgemeiner, unmittelbarer, freier, gleicher und geheimer Wahl zu wählen,
2. die Bindung der Gesetzgebung an die verfassungsmäßige Ordnung und die Bindung der vollziehenden Gewalt und der Rechtsprechung an Gesetz und Recht,
3. das Recht auf Bildung und Ausübung einer parlamentarischen Opposition,
4. die Ablösbarkeit der Regierung und ihre Verantwortlichkeit gegenüber der Volksvertretung,
5. die Unabhängigkeit der Gerichte,
6. der Ausschluss jeder Gewalt- und Willkürherrschaft und
7. die im Grundgesetz konkretisierten Menschenrechte.

Eine entsprechende Aufzählung findet sich bis auf die letzte Ziffer auch in § 92 Abs. 2 StGB für das politische Strafrecht.
Identische oder zumindest inhaltlich deckungsgleiche Definitionen zu § 4 Abs. 2 BVerfSchG befinden sich auch in den Landesverfassungsschutzgesetzen der Länder. Im Thüringer Verfassungsschutzgesetz sind die Menschenrechte nicht nur durch das Grundgesetz, sondern auch durch die Charta der Grundrechte der Europäischen Union sowie durch die Europäische Menschenrechtskonvention konkretisiert.

## Bedeutung
Ihre grundsätzliche Anerkennung ist eine notwendige Bedingung für die Aufrechterhaltung der inneren Sicherheit und die Teilnahme am politischen Leben. Ausdrücklich gilt dies insbesondere im Falle politischer Parteien, welche andernfalls als verfassungswidrig verboten werden können. Zwar ist es prinzipiell legitim, parlamentarisch auf eine Änderung des Grundgesetzes hinzuarbeiten – was mit einer Zweidrittelmehrheit auch möglich ist –, dabei müssen aber die Kernprinzipien der freiheitlichen demokratischen Grundordnung erhalten bleiben (Ewigkeitsklausel).
Die Bundesrepublik Deutschland selbst versteht sich als streitbare Demokratie, die sowohl das Recht als auch die Pflicht hat, ihren Bestand und die freiheitliche demokratische Grundordnung im Bund und in den Ländern zu verteidigen. Die verwendeten Mittel dazu sind etwa das Parteiverbot, die Verfassungstreue als Voraussetzung für die Begründung und Aufrechterhaltung eines Beamtenverhältnisses (§ 33 BeamtStG) oder der Einbürgerung (§ 10 Abs. 1 Nr. 1 StAG), die Gefahrenabwehr und Strafverfolgung bei einer Gefährdung des demokratischen Rechtsstaats (§§ 84 ff. StGB) in Zusammenarbeit mit dem Verfassungsschutz und mit besonderen Ermittlungsbefugnissen, etwa nach § 100a Abs. 2 Nr. 1a StPO und dem Artikel 10-Gesetz oder die Verwirkung bestimmter Grundrechte bei missbräuchlicher Ausübung zum Kampf gegen die freiheitliche demokratische Grundordnung. Als ultima ratio zur Verteidigung der verfassungsmäßigen Ordnung steht gemäß Art. 20 Abs. 4 GG jedem Deutschen das Widerstandsrecht zu.

## Beschäftigte im öffentlichen Dienst
In ein Beamtenverhältnis beim Bund sowie bei bundesunmittelbaren Körperschaften, Anstalten und Stiftungen des öffentlichen Rechts (§ 7 Abs. 1 Nr. 2 BBG) sowie bei den Ländern, Gemeinden, Gemeindeverbänden und sonstigen der Aufsicht eines Landes unterstehenden Körperschaften, Anstalten und Stiftungen des öffentlichen Rechts (§ 7 Abs. 1 Nr. 2 BeamtStG) darf nur berufen werden, wer die Gewähr dafür bietet, jederzeit für die freiheitliche demokratische Grundordnung im Sinne des Grundgesetzes einzutreten. Für die Berufung in ein Kirchenbeamtenverhältnis bei einer öffentlich-rechtlichen Religionsgesellschaft gilt dies nicht.
Eine Grundpflicht von Beamten, außer Kirchenbeamten, ist, sich durch ihr gesamtes Verhalten zu der freiheitlichen demokratischen Grundordnung im Sinne des Grundgesetzes zu bekennen und für deren Erhaltung einzutreten (§ 60 Abs. 1 S. 3 BBG; § 33 Abs. 1 S. 2 BeamtStG). Auch für Ruhestandsbeamte sowie frühere Beamte mit Versorgungsbezügen gilt es als Dienstvergehen, wenn sie sich gegen die freiheitliche demokratische Grundordnung im Sinne des Grundgesetzes betätigen (§ 77 Abs. 2 S. 1 Nr. 1 BBG; § 47 Abs. 2 S. 1 BeamtStG).
In das Dienstverhältnis eines Berufssoldaten oder eines Soldaten auf Zeit darf nur berufen werden, wer die Gewähr dafür bietet, dass er jederzeit für die freiheitliche demokratische Grundordnung im Sinne des Grundgesetzes eintritt (§ 37 Abs. 1 Nr. 2 SG). Ein Soldat muss die freiheitliche demokratische Grundordnung im Sinne des Grundgesetzes anerkennen und durch sein gesamtes Verhalten für ihre Erhaltung eintreten (§ 8 SG). Es gilt als Dienstvergehen, wenn sich ein Offizier oder Unteroffizier nach seinem Ausscheiden aus dem Wehrdienst gegen die freiheitliche demokratische Grundordnung im Sinne des Grundgesetzes betätigt (§ 23 Abs. 2 Nr. 2 SG). Im Umkehrschluss ist dies für Mannschaften, also alle ehemaligen Grundwehrdienstleistenden, kein Dienstvergehen.
In ein Richterverhältnis beim Bund oder beim Land darf nur berufen werden, wer die Gewähr dafür bietet, dass er jederzeit für die freiheitliche demokratische Grundordnung im Sinne des Grundgesetzes eintritt (§ 9 Nr. 2 DRiG).
Arbeitnehmer der Länder müssen sich nach den für sie gültigen § 3 S. 2 TV-L bzw. des gleichlautenden § 3 S. 2 TV-H durch ihr gesamtes Verhalten zur freiheitlich demokratischen Grundordnung im Sinne des Grundgesetzes bekennen. Arbeitnehmer des Bundes und der Kommunen müssen dies nach § 41 S. 2 TVöD-BT-V nur, sofern sie in der Sparte Verwaltung beschäftigt sind und in ihrem Aufgabenbereichen auch hoheitliche Tätigkeiten wahrgenommen werden.

## Rezeption
Aus rechtswissenschaftlicher Perspektive wird die freiheitliche demokratische Grundordnung teilweise als zu unbestimmt kritisiert, da ihre einzelnen Prinzipien ihrem historischen Entstehungskontext enthoben sind. Auf die Relativität der einzelnen Prinzipien wurde schon im Gesetzgebungsprozess zum 1. Strafrechtsänderungsgesetz vom Bundesrat hingewiesen. Der Verfassungsrechtler Ulrich K. Preuß nannte die fdGO eine „Super-Legalität“. Im Alternativkommentar zum Grundgesetz warnte der Verfassungsrechtler Helmut Ridder vor der Funktion der fdGO als „Einbruchstelle bestandsschützender staatlicher Intervention“. Die Politikwissenschaftlerin Ingeborg Maus arbeitete heraus, dass die Loslösung einzelner Verfassungselemente aus dem Grundgesetz als überpositive Wertentscheidungen demokratische Transformationsprozesse verhindert habe und in der ideengeschichtlichen Tradition nationalkonservativer Staatsrechtslehre stehe.
Methodisch wird der Rückgriff auf die fdGO als argumentative Verkürzung kritisiert, die nicht die richterliche Begründungspflicht befriedige. Die Begründung des Bundesverfassungsgerichts für die Definition wird als „religiös-naturrechtlich“ beanstandet, da es im Urteil lediglich auf die „Schöpfungsordnung“ verweise.
Der Begriff der freiheitlichen demokratischen Grundordnung wird, insbesondere von Repräsentanten der politischen Linken, in einigen Fällen kritisiert, obwohl die entsprechenden Personen den damit geschützten Inhalten der Verfassungsordnung eigentlich positiv gegenüberstehen. Ihrer Ansicht nach sei der Ausdruck zu unbestimmt und könne jeweils nach eigenem Standpunkt umdefiniert werden, indem missliebige politische Meinungen als „verfassungsfeindlich“ bezeichnet werden: Schon 1956 galten Kommunisten als „Feinde der freiheitlich-demokratischen Grundordnung“ und konnten deshalb gemäß Bundesentschädigungsgesetz keine Zahlungen zur Entschädigung für erlittenes Unrecht während der Zeit des Nationalsozialismus erhalten. Die Kritik verstärkte sich insbesondere zur Zeit des Radikalenbeschlusses in den 1970er Jahren und bei der Einführungen der Extremismusklausel im Jahr 2011. Politische Bezüge zu einer wissenschaftlichen Kritik stellte auch der Abgeordnete Volker Beck in einer Bundestagsrede her, als er die „Formel von der freiheitlich-demokratischen Grundordnung als Kampfbegriff zur Ausgrenzung mißliebiger Kritiker“ bezeichnete. Auch der Politikwissenschaftler Claus Leggewie und der Rechtswissenschaftler Horst Meier machten sich die Kritik der Formel als „Kampfbegriff“ zu eigen, der es ermögliche, „den an sich völlig legalen Gebrauch der Grundrechte in deren Missbrauch umzudeuten“.
Extremistische politische Positionen, etwa viele Rechtsextreme und linksextremistische Teile der Antifa und der Antikapitalisten, wollen allerdings die gegenwärtige verfassungsmäßige Ordnung auch inhaltlich durch ein anderes gesellschaftliches und politisches System ersetzen. Weil in der gängigen kommunistischen Faschismus-Definition Faschismus in wirtschaftlichen Krisen notwendigerweise aus dem Kapitalismus folge, „beabsichtigt ein konsequenter Antifaschismus in diesem Sinne die Abschaffung der Wirtschaftsordnung des Kapitalismus und damit auch der als bürgerlich geltenden parlamentarischen Demokratie“.